# Racing FC Fosses
Racing FC Fosses was een Belgische voetbalclub uit Fosses-la-Ville. De club was aangesloten bij de KBVB met stamnummer 9408 en had rood en groen als kleuren.

## Geschiedenis
In 1926 werd in Fosses-la-Ville voetbalclub US Fossoise opgericht. De club sloot zich aan bij de KBVB en kreeg stamnummer 676. Ze speelde op het einde van de Tweede Wereldoorlog twee seizoenen in de nationale reeksen. RUS Fossoise bleef de rest van de 20ste eeuw met wisselende resultaten in de verschillende provinciale reeksen spelen, tot men in het begin van de 21ste eeuw organisatorische en financiële moeilijkheden kreeg. Men was op dat moment actief in Eerste Provinciale. Uiteindelijk werd de club in 2001 geschrapt bij de Belgische Voetbalbond. 
In 2002 werd een nieuwe voetbalclub opgericht in Fosses-la-Ville, Jeunesse Sportive Fossoise, dat bij de Belgische Voetbalbond aansloot met stamnummer 9408. JS Fossoise ging van start op het allerlaagste provinciale niveau, Vierde Provinciale, waar men de volgende seizoenen bleef spelen.
In 2008 behaalde JS Fossoise de titel in Vierde Provinciale en promoveerde zo naar Derde Provinciale. In 2010 werd de clubnaam gewijzigd in Racing Football Club Fosses. Na enkele seizoenen haalde men in 2011 in Derde Provinciale de eindronde, waar men promotie wist af te dwingen naar Tweede Provinciale. Ook daar haalde men goede resultaten en haalde men in 2013 na twee seizoenen al een plaats in de eindronde, weliswaar zonder succes. Het volgend seizoen deed men nog beter: Racing FC Fosses werd kampioen en stootte zo in 2014 door naar het hoogste provinciale niveau.
Ook in Eerste Provinciale haalde Racing FC Fosses meteen goede resultaten. Men beëindigde in 2015 het debuutseizoen op een derde plaats en mocht naar de provinciale eindronde. Daar schakelde men OC Nismes en Jeunesse Aischoise uit en zo mocht men naar de interprovinciale eindronde, waar men echter werd uitgeschakeld door de Henegouwse eersteklasser RC Charleroi-Couillet-Fleurus.
In de zomer van 2018 kwam er een fusie met UR Namur, De clubs vormde tezamen UR Namur FLV. Deze fusie kwam er voornamelijk omdat UR Namur anders naar 1ste provinciale Namen was gedegradeerd. Namur, dat in 2009 nog in tweede klasse aanreedde, was de afgelopen seizoenen twee keer achterelkaar gedegradeerd. In 2018/19 (eerste jaar na de fusie) promoveerde UR Namur FLV meteen rechtstreeks naar tweede klasse amateurs omdat ze kampioen werden.

## Resultaten
| Seizoen                                                           | Klasse | Klasse | Klasse | Klasse | Klasse | Klasse | Klasse | Klasse | Klasse | Reeks                                                    | Punten                                                   | Opmerkingen                                              |
|                                                                   | I      | I      | II     | III    | IV     | P.I    | P.II   | P.III  | P.IV   |                                                          |                                                          |                                                          |
| ----------------------------------------------------------------- | ------ | ------ | ------ | ------ | ------ | ------ | ------ | ------ | ------ | -------------------------------------------------------- | -------------------------------------------------------- | -------------------------------------------------------- |
| 2010/11                                                           |        |        |        |        |        |        |        | 3      |        | 3de prov. Nam. B                                         | 50                                                       | promotie via eindronde                                   |
| 2011/12                                                           |        |        |        |        |        |        | 11     |        |        | 2de prov. Nam. A                                         | 37                                                       |                                                          |
| 2012/13                                                           |        |        |        |        |        |        | 3      |        |        | 2de prov. Nam. A                                         | 53                                                       | verloren in eindronde                                    |
| 2013/14                                                           |        |        |        |        |        |        | 1      |        |        | 2de prov. Nam. A                                         | 76                                                       | kampioen                                                 |
| 2014/15                                                           |        |        |        |        |        | 3      |        |        |        | 1ste prov. Nam.                                          | 62                                                       | verloren in eindronde                                    |
| 2015/16                                                           |        |        |        |        |        | 4      |        |        |        | 1ste prov. Nam.                                          | 48                                                       | verloren in eindronde                                    |
|                                                                   | 1A     | 1B     | 1Am    | 2Am    | 3Am    | P.I    | P.II   | P.III  | P.IV   | Vanaf 2016-17 zijn er 3 nationale en 2 regionale niveaus | Vanaf 2016-17 zijn er 3 nationale en 2 regionale niveaus | Vanaf 2016-17 zijn er 3 nationale en 2 regionale niveaus |
| 2016/17                                                           |        |        |        |        |        | 13     |        |        |        | 1ste prov. Nam.                                          | 34                                                       |                                                          |
| 2017/18                                                           |        |        |        |        |        | 1      |        |        |        | 1ste prov. Nam.                                          | 68                                                       | kampioen                                                 |
| Aan het einde van 2017/18 werd RFC Fosses opgeslokt door UR Namur |        |        |        |        |        |        |        |        |        |                                                          |                                                          |                                                          |